# Шкневський Еміль Нісонович
Еміль Нісонович Шкневський (8 грудня 1927, Київ - 7 квітня 1997, Нью-Йорк) - головний інженер виробничого об'єднання «Таллекс», винахідник, лауреат Державної премії СРСР

## Біографія
Е. Н. Шкневський народився 8 грудня 1927 року в Києві в сім'ї слюсаря та домогосподарки. У 1934—1941 роках навчався у школі у Києві. Влітку 1941 року у зв'язку з початком війни сім'я евакуювалася спочатку в Татарську АРСР до селища Арськ, а потім, у 1942 році, переїхала до Киргизької РСР до Іссик-Кульської області. Під час евакуації в Киргизії Е. Н. Шкневський працював спочатку в колгоспі, потім слюсарем на машинно-тракторній станції та помічником комбайнера. Після повернення до Києва з евакуації у 1944 році він розпочав роботу спочатку учнем токаря, а потім токарем у майстерні з ремонту дорожніх машин. У 1946-1948 роках Е. Н. Шкневський навчався у Київському автотранспортному технікумі, який закінчив екстерном. У 1948-1953 роках він навчався у Київському політехнічному інституті на механічному факультеті. Після закінчення інституту 1953 року комісія з розподілу запропонувала йому вибір між Таллінном і Самаркандом. Вибір був зроблений на користь Таллінна, і в серпні того ж року Е. Н. Шкневський надійшов майстром з ремонту обладнання на Автотрактороремонтний завод № 1. На цьому заводі він відпрацював лише чотири дні, після чого одразу був переведений на Талліннський ремонтний завод Міністерства сільського господарства ЕРСР.
В 1956 завод був об'єднаний з Автотрактороремонтним заводом № 1, перейменований в Таллінський екскаваторний завод і перепідпорядкований Міністерству будівельного, дорожнього і комунального машинобудування СРСР, а в 1975 на його базі було створено виробниче об'єднання «Таллекс». Тут Е. Н. Шкневський пропрацював майже все життя, до 1996 року. У 1953-1954 роках він обіймав посаду майстра інструментально-ремонтного цеху, потім до 1956 року - посаду головного технолога. З 1956 по 1985 рік він обіймав посаду головного інженера підприємства.
З 1985 по 1988 рік Е. Н. Шкневський працював головним інженером технічного центру «Машиноекспорта» в Народній Республіці Болгарія, потім до 1992 року — головним спеціалістом зовнішньоторговельного представництва «Талекса». Після приватизації підприємства та освіти акціонерного товариства AS Eesti Talleks Е. Н. Шкневський працював консультантом правління товариства до 1996 року.
У 1996 році разом із дружиною Е. Н. Шкневський переїхав із дружиною до США і оселився в Нью-Йорку, де вже жив його брат. Е. Н. Шкневський помер від раку 7 квітня 1997 року.
Е. Н. Шкневський був одружений з 1955 року, дружина - Жанна Аврумовна Шкневська. У сім'ї не було дітей.

## Робота на «Талексі»
У перші роки роботи Е. Н. Шкневського на підприємстві з його допомогою було впроваджено технологію виробництва шестерень, запозичену на Київському заводі автоматичних верстатів, де Е. Н. Шкневський проходив практику під час навчання.
Під керівництвом Е. Н. Шкневського було організовано випробування та доопрацювання конструкції екскаватора-дреноукладача ЕТ-141, що вироблявся у першій половині 1950-х років на київському заводі «Червоний екскаватор». Модель потребувала вдосконалення. Після внесення доопрацювань виробництво нової моделі під назвою ЕТН-142 було передано на талліннське підприємство. З 1957 року було налагоджено серійне виробництво цієї машини.
Е. Н. Шкневський доклав багато зусиль до розширення виробничих площ та можливостей підприємства. Його якості технічного керівника виявилися особливо потрібними  при прийнятті складних рішень, таких, як приєднання до підприємства пайдеської, мийзакюласької та віландської філій. Він відіграв значну роль у створенні нових моделей екскаваторів та при їх впровадженні у виробництво. При роботі Е. Н. Шкневський приділяв велику увагу підвищенню кваліфікації та досвіду інженерного складу. Він звертав особливу увагу на інструментальне оснащення підприємства, підвищення технологічного рівня обладнання та впровадження нових технологій. Особливо важливо це було для збільшення експортних можливостей підприємства, оскільки продукція, що відправляється на експорт, повинна була відповідати вищим стандартам якості. Е. Н. Шкневський заохочував відрядження (у тому числі закордонні) працівників підприємства, завдяки чому фахівці могли набувати нового досвіду та на місці допомагати обслуговуванню техніки в тих країнах, куди вона експортувалася. Крім розробки та впровадження нової техніки, у сфері відповідальності Е. Н. Шкневського була також техніка безпеки, пожежна безпека та багато інших питань.
За спогадами колег, Е. Н. Шкневський добре вмів об'єднати технічні служби та змушувати їх працювати як єдине ціле. Це сприяло підвищенню якості машин і визнанню високого рівня заводської продукції. Завдяки важливості поста головного інженера та довгій роботі в цій якості Е. Н. Шкневського нерідко вважали другою за важливістю (після директора) людиною на підприємстві. Е. Н. Шкневський був прогресивним інженером, прихильником інновацій, але водночас залишався реалістом. Завдяки своїм широким зв'язкам йому вдавалося забезпечити підприємство новим обладнанням та технологіями. Він приходив на допомогу колегам і мав авторитет. У пам'яті співробітників залишилися добрі спогади про нього.
Е. Н. Шкневський є співавтором статей у профільних виданнях. Всесоюзна преса неодноразово наголошувала на роботі Е. Н. Шкневського.
Е. Н. Шкневський - співавтор патентів у галузі машинобудування

## Нагороди
Е. Н. Шкневський був заслуженим інженером ЕРСР (1975 рік), він нагороджувався державними орденами та медалями.
У 1970 році разом з генеральним директором заводу Е. А. Інносом та низкою інших працівників підприємства (П. Треєром, Х. Хунтом, В. Краузе, Е. Марком, А. Суурпере, Х. Війроком, Е. Соонвальдом, К. Гайлітом , Н Карєвом, К. Райдма) був відзначений Державної премії ЕРСР за створення, організацію серійного виробництва та впровадження в народне господарство призначених для меліоративних робіт ланцюгових траншейних екскаваторів ЕТН-171 та ЕТЦ-202 та призначеного для потреб зв'язку та енергетики екскаватора ЕТЦ ест. „Maaparandustööde jaoks kett-tranšee-ekskavaatorite ETN-171 ja ETZ-202 ning side ja”
У 1977 році Е. Н. Шкневського, спільно з іншими працівниками «Талекса» (генеральним директором Е. А. Інносом, головним конструктором Ф. І. Пустинським, машиністом екскаватора К. А. Мерімаа), була присвоєна Державна премія СРСР у галузі техніки за створення та освоєння серійного виробництва високопродуктивних екскаваторів-дреноукладачів та широке впровадження їх у меліоративне будівництво на осушуваних землях СРСР.